# Nobel Week Dialogue

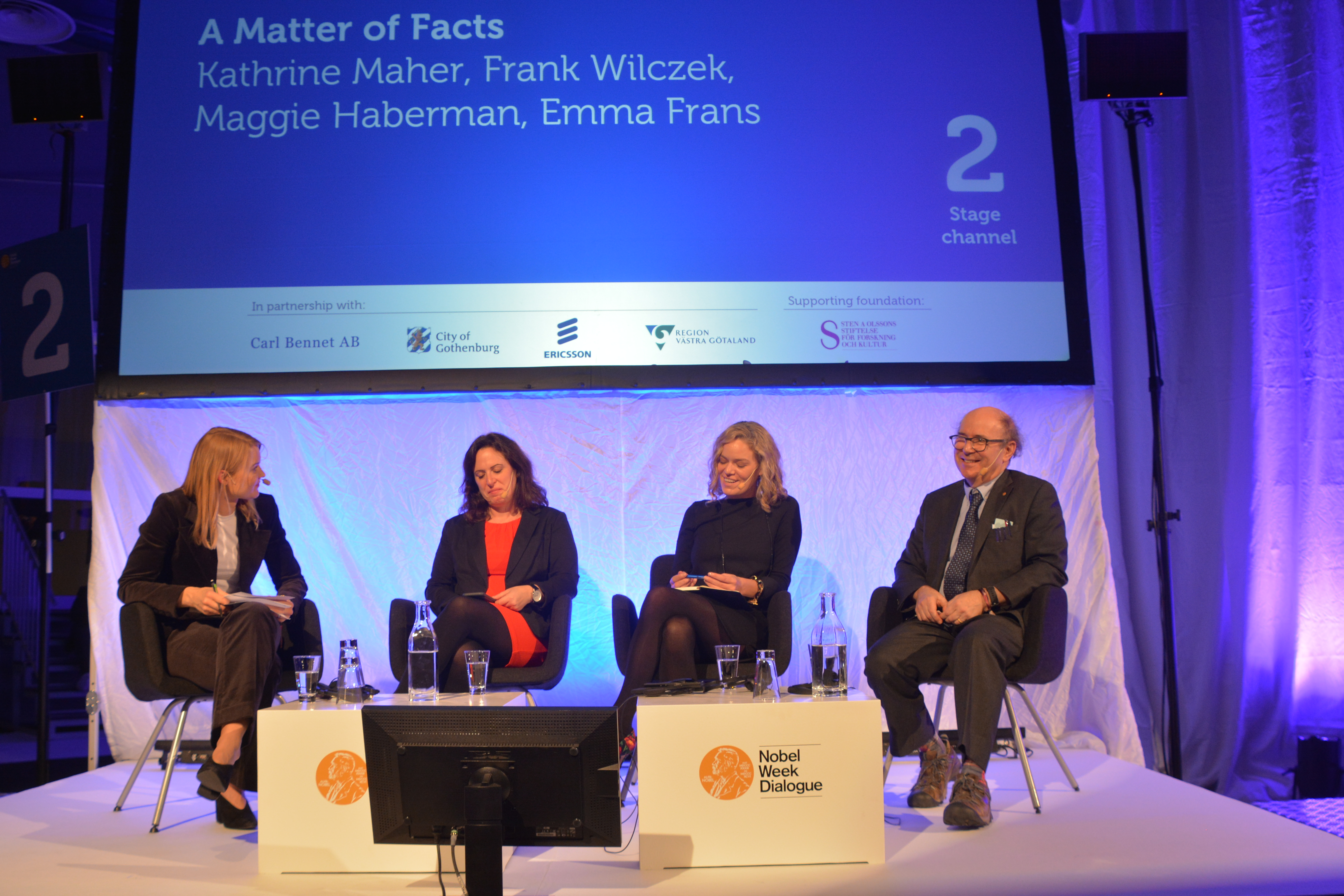
Paneldiskussion 2017 med Emma Frans, Maggie Haberman, Katherine Maher och Frank Wilczek

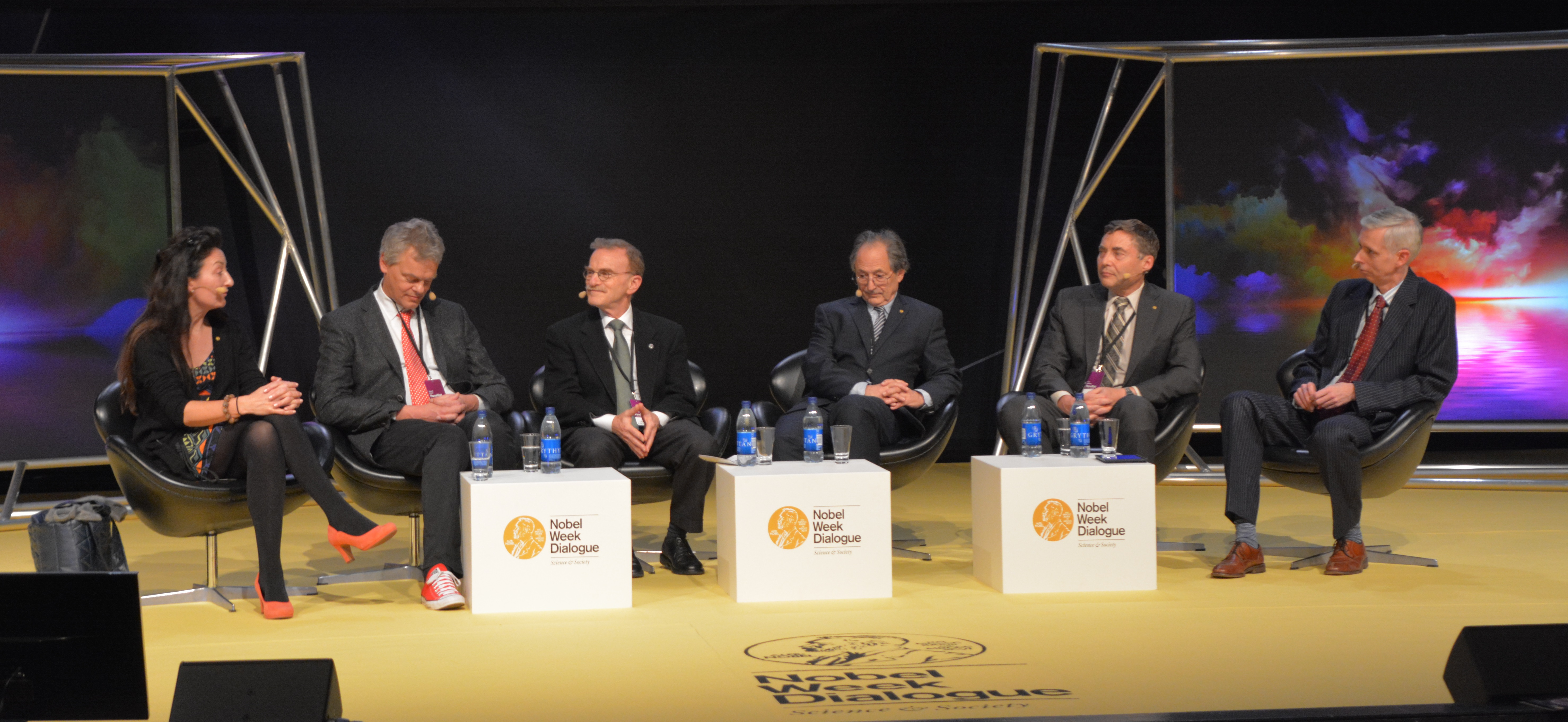
Paneldiskussion med May-Britt Moser, Edvard Moser, Randy Schekman, Michael Levitt, Carl Wieman och moderatorn Adam Smith på Nobel Week Dialogue 2015

Nobel Week Dialogue är en endagskonferens som sedan år 2012 årligen anordnas dagen före Nobelpris-utdelningen i omväxlande Stockholm och Göteborg av Nobelstiftelsens dotterbolag Nobel Media AB och Nobelcenter-stiftelsen.
Nobel Week Dialogue har ambitionen att sammanföra naturvetenskap och samhälle genom en konferens med engelska som språk och med deltagande av nobelpristagare och andra vetenskapsmän, samt opinionsbildare. Varje konferens tar upp ett specifikt ämne med anknytning till aktuell forskning och ett med detta relaterat aktuellt samhällsproblem. Konferenserna anordnas årligen dagen före Nobelprisutdelningen och har i storleksordningen 1.000 deltagare.
En liknande endagskonferens, "Nobel Prize Dialogue, hölls i Tokyo 1 mars 2015 i samarbete med the Japanese Society for the Promotion of Science, med temat The Genetic Revolution and its Future Impact. Konferensen i Tokyo var den första utanför Sverige.

## Konferenser och konferensämnen
- City Conference Centre i Stockholm den 9 december 2012 – genetik, "The Genetic Revolution and its Impact on Society"
- Svenska Mässan i Göteborg den 9 december 2013 – energi, "Exploring the Future of Energy"
- City Conference Centre i Stockholm den 9 december 2014 – "The Age to Come. New scientific and cultural perspectives on ageing"
- Svenska Mässan i Göteborg den 9 december 2015 – The Future of Intelligence
- City Conference Centre i Stockholm den 9 december 2016 – The Future of Food
- Svenska Mässan i Göteborg den 9 december 2017 – The Future of Truth
- City Conference Centre i Stockholm den 9 december 2018 – Water Matters
- Svenska Mässan i Göteborg den 9 december 2019 — Into the Unknown

## Bildgalleri

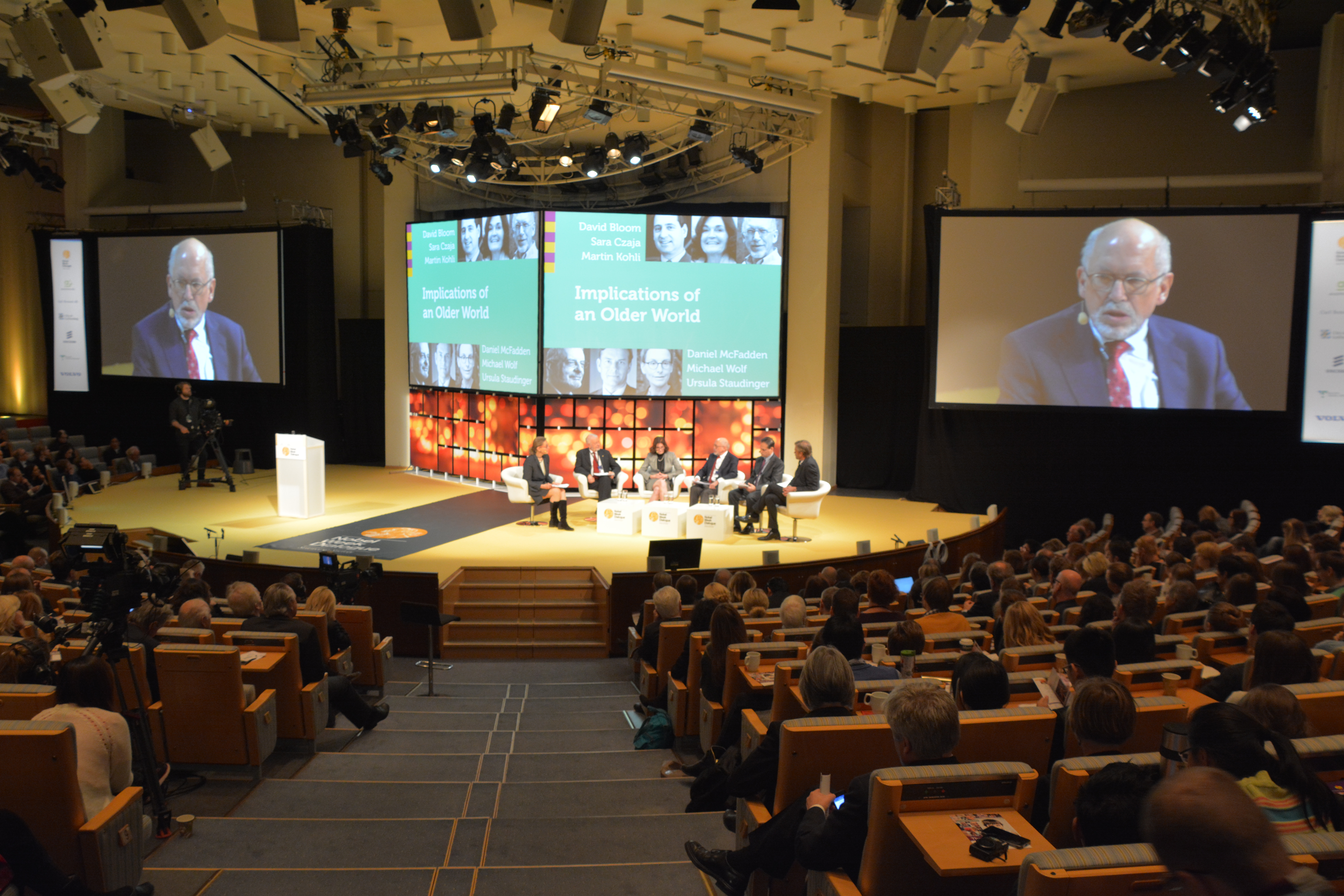
Paneldiskussion med Martin Kohli på storbildsskärn på Nobel Week Dialogue 2014
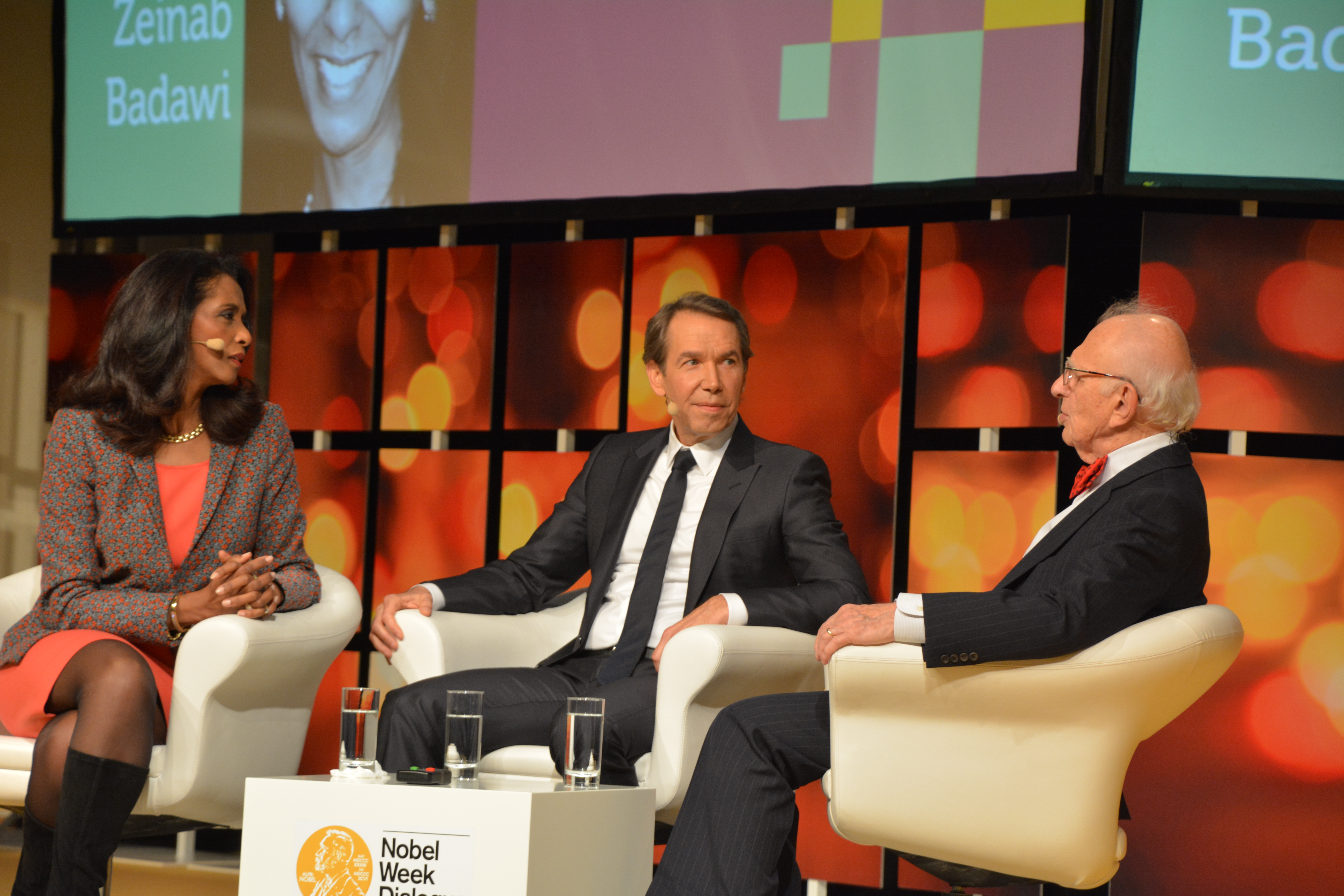
Zeinab Badawi, Jeff Koons och Eric Kandel på Nobel Week Dialogue 2014
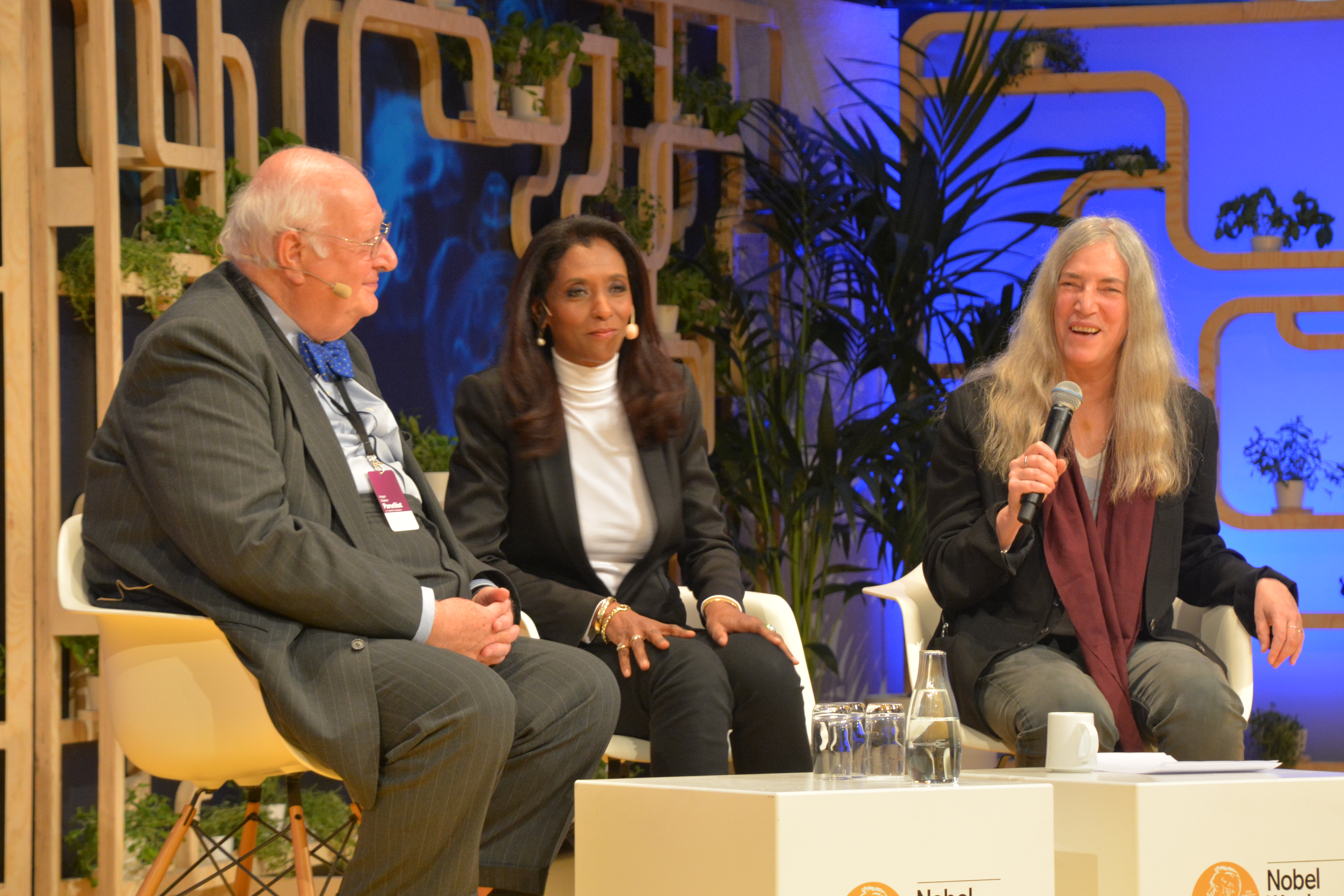
Paneldiskussion med Angus Deaton, moderatorn Zeinab Badawi och Patti Smith på Nobel Week Dialogue 2016
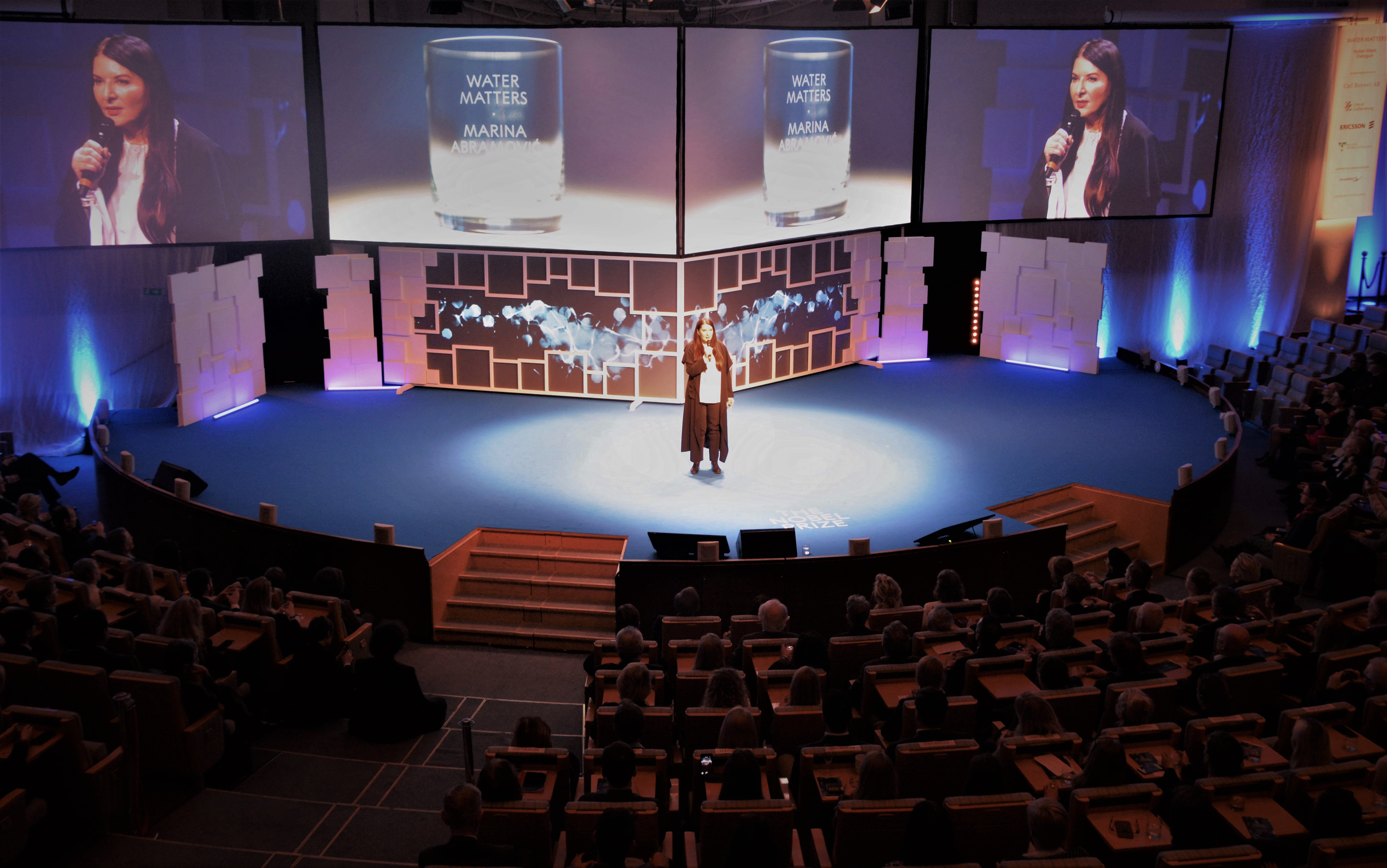
Marina Abramovic på Nobel Week Dialogue 2018 på temat "Water Matters"